# Umesh Harijan
Umesh Harijan (sinh ngày 8 tháng 7 năm 1992) là một cầu thủ bóng đá người Ấn Độ thi đấu ở vị trí tiền đạo cho Salgaocar F.C. ở I-League.

## Sự nghiệp
Sinh ra ở Goa, Harijan là một phần của Học viện Bóng đá SESA. Sau đó anh gia nhập câu lạc bộ I-League Salgaocar trước mùa giải 2014–15. Anh có màn ra mắt cho câu lạc bộ ngày 24 tháng 5 năm 2015 trước Bharat FC. Harijan đá chính và thi đấu 68 phút và Salgaocar thắng 5–1.

## Quốc tế
Harijan đại diện cho Goa tham dự 2014 Lusophony Games. Anh mở tỉ số cho Goa trong chiến thắng 2–1 trước Mozambique.

## Thống kê sự nghiệp
Tính đến 30 tháng 5 năm 2015
| Câu lạc bộ          | Mùa giải            | Giải vô địch        | Giải vô địch | Giải vô địch | Cúp Liên đoàn | Cúp Liên đoàn | Cúp Durand | Cúp Durand | AFC     | AFC       | Tổng    | Tổng      |
| Câu lạc bộ          | Mùa giải            | Hạng đấu            | Số trận      | Bàn thắng    | Số trận       | Bàn thắng     | Số trận    | Bàn thắng  | Số trận | Bàn thắng | Số trận | Bàn thắng |
| ------------------- | ------------------- | ------------------- | ------------ | ------------ | ------------- | ------------- | ---------- | ---------- | ------- | --------- | ------- | --------- |
| Salgaocar           | 2014–15             | I-League            | 2            | 0            | 0             | 0             | —          | —          | —       | —         | 2       | 0         |
| Tổng cộng sự nghiệp | Tổng cộng sự nghiệp | Tổng cộng sự nghiệp | 2            | 0            | 0             | 0             | 0          | 0          | 0       | 0         | 2       | 0         |

## Danh hiệu

### Goa lusophony
- 2014 Lusophony Games (1)